# Amunicja kulowa
Amunicja kulowa – żargonowe określenie myśliwskich wersji nabojów karabinowych (rażących pojedynczym pociskiem strzeleckim – nazywanym dawniej kulą) dla odróżnienia ich od naboi śrutowych (rażących naraz wieloma drobnymi pociskami w formie śrutu).
Amunicja kulowa zapewnia prowadzenie celniejszego i precyzyjnego ostrzału względem amunicji śrutowej.
Amunicję taką dzieli się ze względu na budowę pocisku na:
- pełnopłaszczową – stosowaną głównie przez wojsko,
- półpłaszczową – zakazaną w działaniach wojennych przez ustawy międzynarodowe, ze względu na naturę wywoływanych obrażeń, stosowaną natomiast podczas polowań: kule takie grzybkują w tuszy zwierzyny, przez co na cel przekazywana jest większa część energii pocisku.